# Charles Jonas (Politiker)

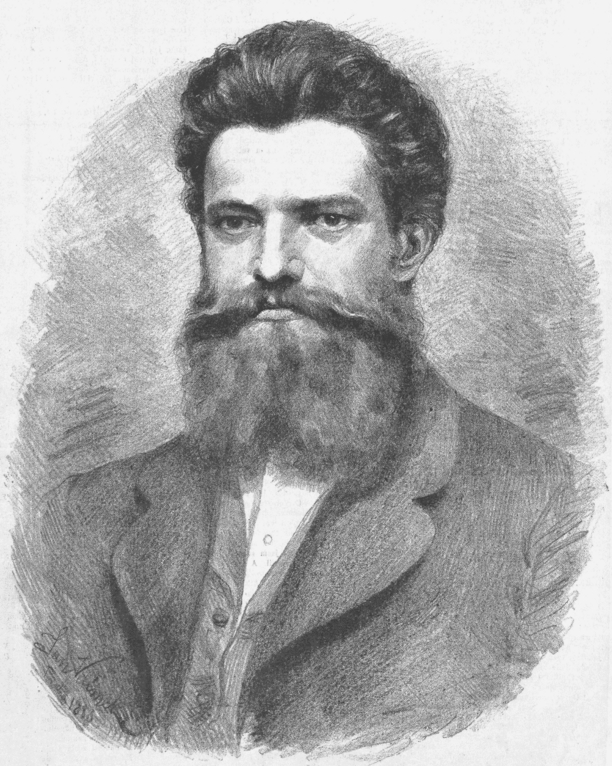
Charles Jonas

Charles Jonas, geboren als Karel Jonáš (* 30. Oktober 1840 in Malešov, Böhmen; † 15. Januar 1896 in Krefeld, Deutsches Reich) war ein böhmisch-amerikanischer Politiker. Zwischen 1891 und 1894 war er Vizegouverneur des Bundesstaates Wisconsin.

## Werdegang
Charles Jonas wurde am 30. Oktober 1840 als Karel Jonáš in Böhmen geboren, das damals Teil des Kaiserreichs Österreich war. Er studierte am Polytechnischen Institut in Prag und an der Universität Prag. Er war ein tschechischer Nationalist und floh im Jahr 1860 über Bremen nach London, wo er als Journalist arbeitete. 1863 wanderte er in die Vereinigten Staaten aus, wo er sich in der Stadt Racine in Wisconsin niederließ. Dort gab er eine tschechische Zeitung heraus. Er verlegte auch andere Schriften in seiner Muttersprache. Während des Deutsch-Französischen Krieges von 1870/71 war er als Zeitungsreporter in den beiden kriegsführenden Ländern. Politisch schloss er sich der Demokratischen Partei an, auch wenn er zwischenzeitlich für kurze Zeit die Greenback Party unterstützte. Im Jahr 1877 war er Abgeordneter in der Wisconsin State Assembly, wo er dem Justiz- und dem Bildungsausschuss angehörte. Zwischen 1882 und 1886 saß er im Staatssenat, wo er unter anderem ebenfalls Mitglied im Bildungsausschuss war. Zwischen 1886 und 1889 fungierte er als amerikanischer Konsul in Prag.
1890 wurde Jonas an der Seite von George W. Peck zum Vizegouverneur von Wisconsin gewählt. Dieses Amt bekleidete er nach einer Wiederwahl zwischen 1891 und 1894. Dabei war er Stellvertreter des Gouverneurs und Vorsitzender des Staatssenats. Seine Amtszeit wäre eigentlich noch bis 1895 gelaufen. Er trat aber vorzeitig von diesem Amt zurück, nachdem er zum US-Konsul in Sankt Petersburg ernannt worden war. Die Position des Vizegouverneurs blieb daraufhin bis zum Amtsantritt des 1894 regulär gewählten Emil Baensch unbesetzt. Im Jahr 1896 wurde Charles Jonas von Russland nach Krefeld versetzt, wo er ebenfalls amerikanischer Konsul war. Dort ist er am 15. Januar 1896 verstorben. Seine Todesursache wurde zunächst mit Herzversagen angegeben. Neuere Forschungen gehen von einem Selbstmord durch Erschießen aus. Er wurde in Prag beigesetzt.